# Oliver

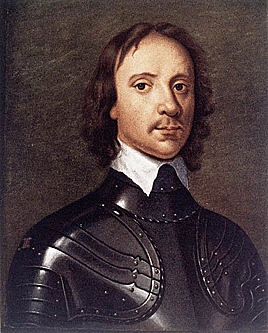
Oliver Cromwell.

Mansnamnet Oliver är ett engelskt namn med eventuellt släktskap med nordiska namn som Olof eller Olav. 
Enligt en annan teori är det, liksom Olivia, bildat av ordet oliv.
Oliver blev vanligt i England genom hjältedikten Rolandssången där Olivier och Roland är två av hjältarna. Efter den engelska statschefen Oliver Cromwells styre i mitten av 1600-talet sjönk namnet enormt i popularitet i England men efter Charles Dickens roman om Oliver Twist blev namnet mycket populärt igen.
Oliver är en av raketerna på topplistan över förnamn sedan början på 1990-talet. Den 31 december 2005 fanns det totalt 11012 personer i Sverige med namnet Oliver varav 7390 med det som tilltalsnamn. År 2003 fick 901 pojkar namnet, varav 688 fick det som tilltalsnamn.
Namnsdag i Sverige: 15 april. I den finlandssvenska namnsdagslängden har Oliver namnsdag 29 maj sedan 1995.

## Personer med namnet Oliver
- Oliver Bierhoff, tysk fotbollsspelare
- Oliver-Sven Buder, östtysk friidrottare
- Oliver Cromwell, engelsk militär och statschef
- Oliver Dragojević, kroatisk musiker, sångare och pianist
- Oliver Ekman Larsson, ishockeyspelare
- Oliver Goldsmith, irländsk författare
- Oliver Hardy, amerikansk skådespelare ("Helan")
- Oliver Wendell Holmes, Sr, amerikansk författare, professor i anatomi
- Oliver Wendell Holmes, Jr., amerikansk domare
- Oliver Kahn, tysk fotbollsmålvakt
- Oliver Kochta-Kalleinen, tysk-finländsk konstnär
- Oliver Rangståhl, trumslagare
- Oliver Reed, brittisk skådespelare
- Oliver Riedel, tysk basgitarrist i Rammstein
- Oliver Stone, amerikansk filmregissör
- Oliver Sin, ungersk målare
- Oliver Tambo, sydafrikansk politiker
- Jamie Oliver, brittisk kock, programledare, författare
- King Oliver, amerikansk jazzmusiker, kornettist och orkesterledare

## Fiktiva
- Oliver Twist, personen i romanen av Charles Dickens